# لئو دوبوا
لئو دوبوا (انگلیسی: Léo Dubois؛ زادهٔ ۱۴ سپتامبر ۱۹۹۴) بازیکن فوتبال اهل فرانسه است.
از باشگاه‌هایی که در آن بازی کرده‌است می‌توان به باشگاه نانت و باشگاه المپیک لیون اشاره کرد.
وی همچنین در تیم ملی فوتبال زیر ۲۱ سال فرانسه بازی کرده‌است. او هم اکنون در تیم ملی فرانسه بازی می کند.